# Чернєєв
Чернєєв (пол. Czerniejew) — село в Польщі, у гміні Скужець Седлецького повіту Мазовецького воєводства.
Населення — 398 осіб (2011).
У 1975-1998 роках село належало до Седлецького воєводства.

## Демографія
Демографічна структура станом на 31 березня 2011 року:
|          | Загалом | Допрацездатний вік | Працездатний вік | Постпрацездатний вік |
| -------- | ------- | ------------------ | ---------------- | -------------------- |
| Чоловіки | 195     | 39                 | 125              | 31                   |
| Жінки    | 203     | 48                 | 104              | 51                   |
| Разом    | 398     | 87                 | 229              | 82                   |